# نکولد
نکولد (به هلندی: Nekkeveld) یک منطقهٔ مسکونی در هلند است که در نی‌کرک واقع شده‌است.